# Tuanku Aishah Rohani
Tengku Aishah Rohani Tengku Besar Mahmud (Batu Gajah, 19 giugno 1952) è l'11ª Tunku Ampuan Besar di Negeri Sembilan dal 2008. 

## Primi anni di vita
Tuanku Aishah è nata il 19 giugno 1952 a Batu Gajah, nel Perak, da Tengku Sri Utama Raja Tengku Besar Mahmud Sultan Zainal Abidin III e To’ Puan Zainun Mariam Haji Su Mahmud. Appartiene al lignaggio reale di Terengganu.
Tuanku Aishah ha studiato presso la Sekolah Rendah Sultan Sulaiman a Kuala Terengganu e poi al Convent Taiping. Ha poi studiato nel Convent Bukit Nanas di Kuala Lumpur.
Ha incontrato suo marito, Tuanku Muhriz, sul lavoro, in una banca.

## Matrimonio e figli
Tuanku Aishah ha sposato Tuanku Muhriz il 25 aprile 1974. Dall'unione sono nati tre figli.

## Sovrana consorte
Tuanku Aishah si è installata come 11ª Tunku Ampuan Besar del Negeri Sembilan il 14 aprile 2009  nella sala del trono del palazzo reale di Seri Menanti. La cerimonia è stata ricca di tradizione e ha seguito l'antica usanza reale di Negeri Sembilan in cui l'investitura della regina precede quella del Yang di-Pertuan Besar.
Il 3 dicembre 2011 il vice cancelliere dell'Università Sains Islam Malaysia, professor Datuk dr. Muhamad Muda, in rappresentanza del ministro dell'istruzione superiore, Datuk Seri Mohamed Khaled Nordin ha annunciato la nomina della sovrana a cancelliere dell'ateneo.